# Podară
În geometria diferențială a curbelor, podara unei curbe C în raport cu un punct dat P este o curbă plană , și anume locul geometric al picioarelor perpendicularelor duse din P pe tangentele la curba C.
Ecuația podarei unei curbe reprezentată de ecuația f(x,y)=0, în raport cu punctul P(x0, y0), se obține eliminând pe x și y din relațiile:
{\displaystyle (X-x)f_{x}^{\prime }+(Y-y)f_{y}^{\prime }=0}
{\displaystyle (X-x_{0})f_{y}^{\prime }-(Y-y_{0})f_{x}^{\prime }=0}
{\displaystyle f(x,y)=0}
În studiul suprafețelor, podara unei suprafețe în raport cu un punct dat, reprezintă locul geometric al picioarelor perpendicularelor duse din punctul dat pe planele tangente la suprafața considerată.
Ecuația podarei suprafeței date de ecuația f(x,y,z)=0 în raport cu punctul (x0, y0, z0), se obține eliminând pe x, y, z din relațiile;
{\displaystyle (X-x)f'_{x}+(Y-y)f'_{y}+(Z-z)f'_{z}=0}
{\displaystyle {\frac {X-x_{0}}{f'_{x}}}={\frac {Y-y_{0}}{f'_{y}}}={\frac {Z-z_{0}}{f'_{z}}}}
{\displaystyle f(x,y,z)=0}
Noțiunea de podară a fost introdusă de Colin Maclaurin în 1720, iar denumirea apare pentru prima dată la Olry Terquem în 1848.

## Antipodară
Dându-se o curbă (C), antipodara acesteia în raport cu un punct P este o curbă (C') a cărei podară în raport cu P este curba (C).
Exemplu: Antipodara unui cerc cu centrul în O în raport cu un punct P (care nu aparține cercului) este o elipsă sau hiperbolă, după cum punctul P este interior sau exterior cercului, acestea având ca focare punctul P și simetricul acestuia față de centrul O al cercului dat.
Conceptul de antipodară se datorează lui Colin Maclaurin (1720), iar denumirea lui Olry Terquem (1848).